# Liste der Bodendenkmale in Uslar
In der Liste der Bodendenkmale in Uslar sind die Bodendenkmale der niedersächsischen Gemeinde Uslar aufgeführt. Die Quelle ist der Denkmalatlas Niedersachsen. 

Uslar im Landkreis Northeim

Der Stand der Liste ist der 2. Februar 2025.

## Allgemein
In den Spalten finden sich folgende Informationen des Bodendenkmales:
| Lage         | geographische Koordinaten                                                           |
| Bezeichnung  | Bezeichnung lt. Denkmalatlas                                                        |
| Beschreibung | Beschreibung lt. Denkmalatlas                                                       |
| ID           | Objekt-ID                                                                           |
| Bild         | Bild, ggf. zusätzlich mit Link zu weiteren Fotos im Medienarchiv Wikimedia Commons. |

## Schoningen
| Lage                        | Bezeichnung              | Beschreibung | ID       | Bild |
| --------------------------- | ------------------------ | --- | -------- | ---- |
| 51° 37′ 45″ N, 9° 39′ 37″ O | Schoningen 2, Kreuzstein | Auf der Vorderspitze ein gotisches nasenbesetztes Kreuz, das auf einem Spitzbogen steht. Im Dreipass des Spitzbogens ist als Relief ein stark verwitterter Pflug zu sehen. Rückseitig ein Scheibenkreuz. Unter dem Scheibenkreuz eine Zimmermannsaxt. Der Kreuzstein, zzt. an einem Gebäude des Friedhofs abgelegt, hat folgende Maße: L. 1,1 m, Br. 0,5 m, D. 0,15 m. | 34818620 | BW   |

## Schönhagen
| Lage                        | Bezeichnung               | Beschreibung | ID       | Bild |
| --------------------------- | ------------------------- | --- | -------- | ---- |
| 51° 41′ 27″ N, 9° 33′ 20″ O | Schönhagen 14, Wegespuren | Aus Solingen (Königshof) kommend und in der Gmkg. Schönhagen ca. über 2,3 km SO-NW verlaufend. Fortsetzung im GfG Solling Richtung Höxter. Das südliche Teilstück ist überwiegend von der B 241 überbaut und am N-Ende durch eine Gehöftbebauung zerstört. Das mittlere Teilstück ist über 70 m L. und einer Tiefe von ca. 5 m sehr gut erhalten. Nördlich hiervon ist der Weg überpflügt und obertägig abgetragen. | 35080989 | BW   |

## Uslar
| Lage                        | Bezeichnung                  | Beschreibung | ID       | Bild           |
| --------------------------- | ---------------------------- | --- | -------- | -------------- |
| 51° 39′ 31″ N, 9° 37′ 56″ O | Uslar 8, Schloss Freudenthal | Vierflügelige Schlossanlage von ca. 95 × 85 m Grundfläche. Erhalten sind die leicht geböschten Mauersockel des S-, W- und N-Flügels mit 2 sechseckigen Turmstümpfen im NW und SW. Die Außenmauern sind bis zu den plastisch herausgearbeiteten Fensteröffnungen des Erdgeschosses erhalten und qualitätvoll mit Obernkirchener Sandstein verblendet. Im S-Flügel sind 3 Gewölbe des Kellergeschosses erhalten und begehbar. Vermutlich war das Schloss ehemals von einem Wassergraben umgeben, allerdings sind hiervon keine Reste erkennbar. Auf den mutmaßlichen Wassergraben deuten heute noch die Straßennamen Graftstraße und Graftplatz östl. des Schlosses hin. | 34819242 | Weitere Bilder |
| 51° 38′ 41″ N, 9° 38′ 23″ O | Uslar 10, Dunieburg          | Ringwall von ca. 90 (NW-SO) × 60 m Fläche. Wall und Außengraben sind im NO-, O- und SO-Bereich erhalten, im gesamten W-Bereich - am Steilabfall zur Ahle - sind keine Befestigungsspuren erkennbar. Möglicherweise wurden sie hier beim Bau der Landstraße Uslar-Schonigen abgetragen. Im N-Bereich führt ein Waldweg durch den ehemaligen Außengraben. Wall-Br. bis 8 m; H. bis 1,5 m; Krone gerundet verschliffen; lichte Graben-Br. bis 7 m; H. von Wallkrone bis Grabensohle im O-Bereich bis 2,5 m; Grabensohle in einigen Bereichen verfüllt. Der Innenraum des Ringwalles ist stark verändert und mit einem kleinen Gasthaus mit Spielplatz bebaut.             | 34819243 | Weitere Bilder |

## Vahle
| Lage                       | Bezeichnung       | Beschreibung | ID       | Bild |
| -------------------------- | ----------------- | --- | -------- | ---- |
| 51° 41′ 7″ N, 9° 40′ 34″ O | Vahle 5, Landwehr | Am SO-Hang der Anhöhe „Hohe Warte“. In WNW-OSO-Ausrichtung von der „Hohen Warte“ bis in das Bachtal westl. des Bavensberges führend. Wall mit beidseitigem Graben, Wall-Br. 6 – 8 m, H. bis 0,7 m, Graben-Br. 3 – 4 m, T. bis 0,5 m. Unterschiedliche Erhaltung. Spätmittelalterliche bzw. frühneuzeitliche Landwehr / Wegesperre zur Überwachung der Heerstraße von Uslar über den Solling nach Markoldendorf-Einbeck bzw. Fredelsloh. - Teilstück ID: 35490563 | 34817079 | BW   |